# Dodecatheon poeticum
Dodecatheon poeticum là một loài thực vật có hoa trong họ Anh thảo. Loài này được L.F.Hend. mô tả khoa học đầu tiên năm 1930.

## Hình ảnh

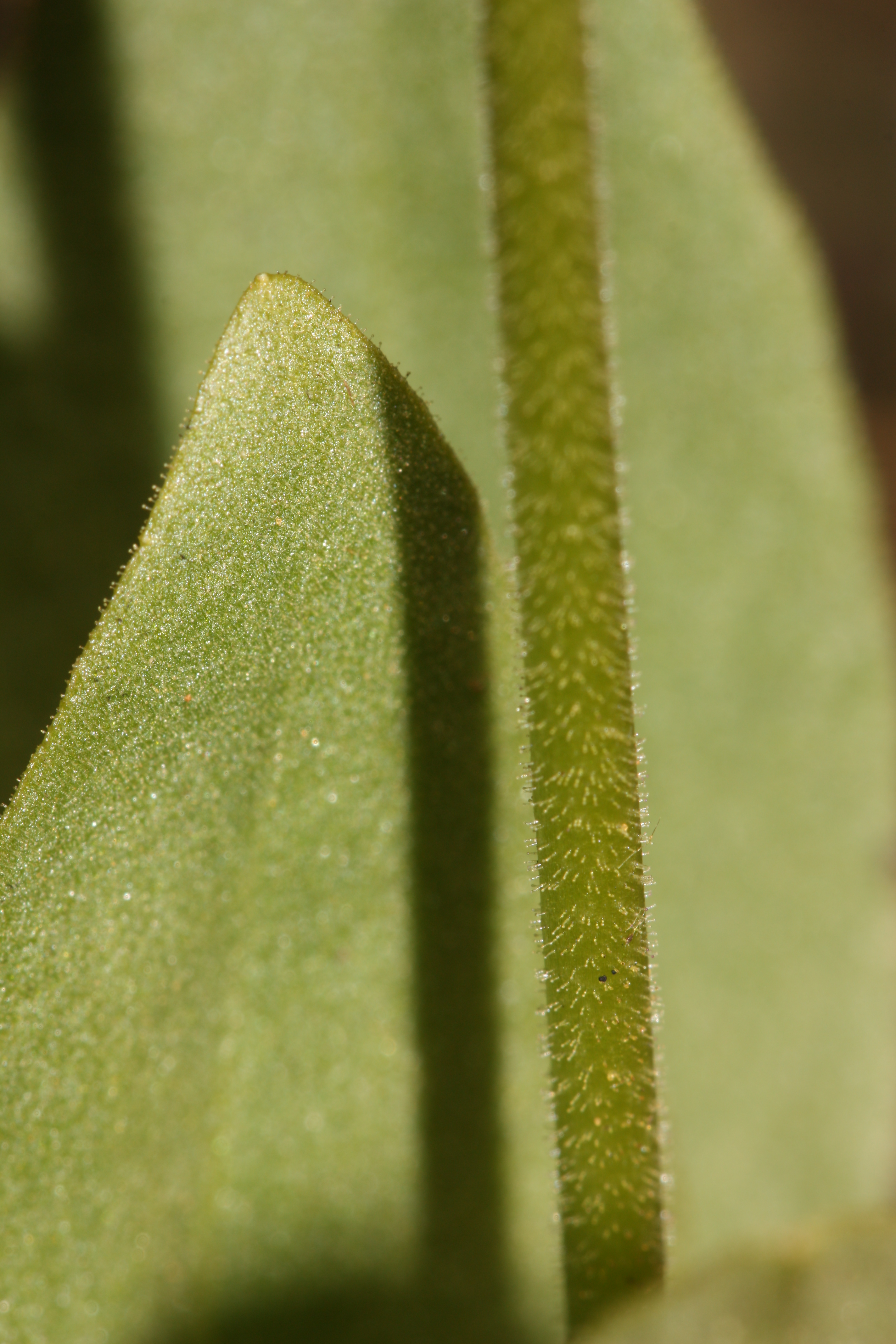
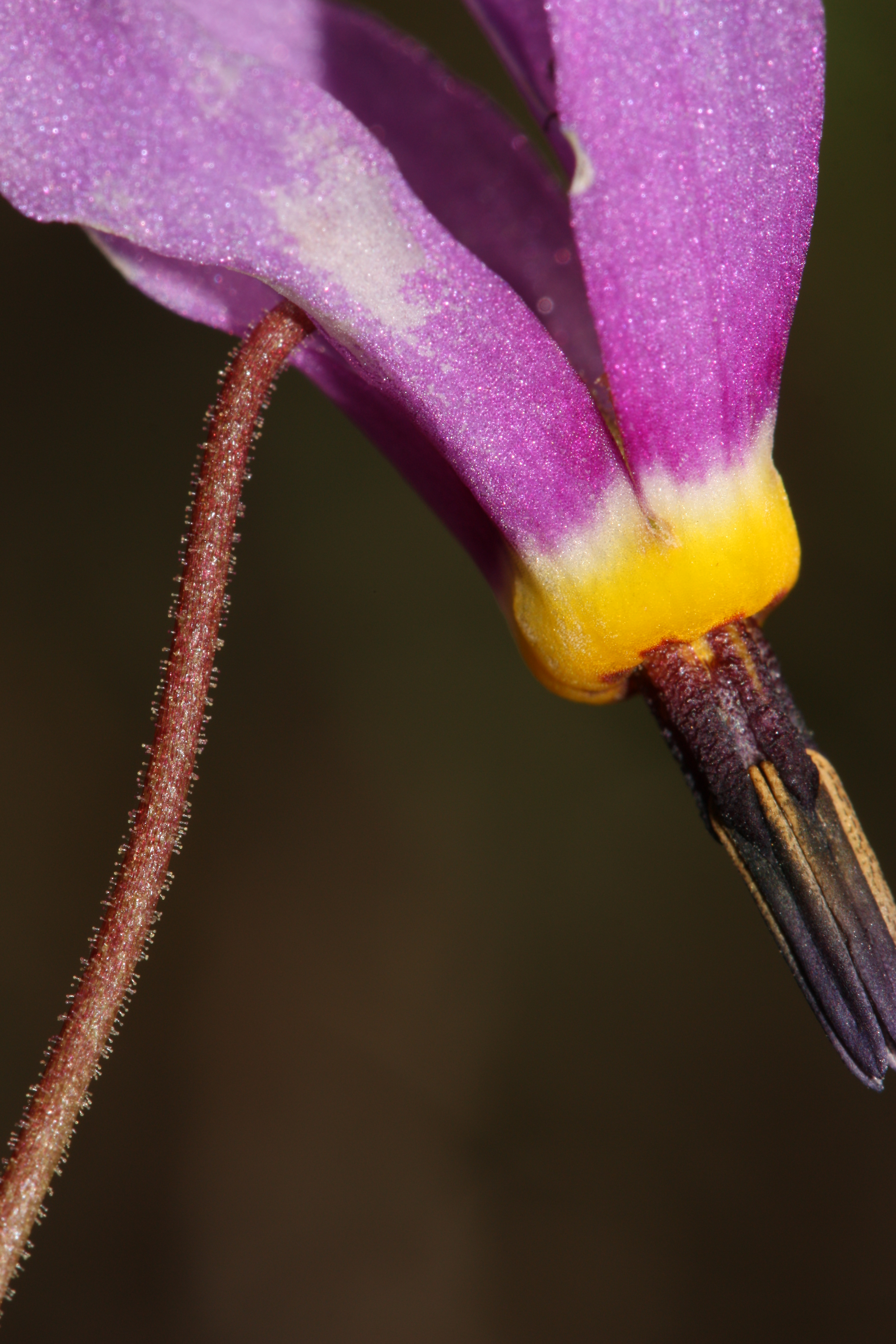
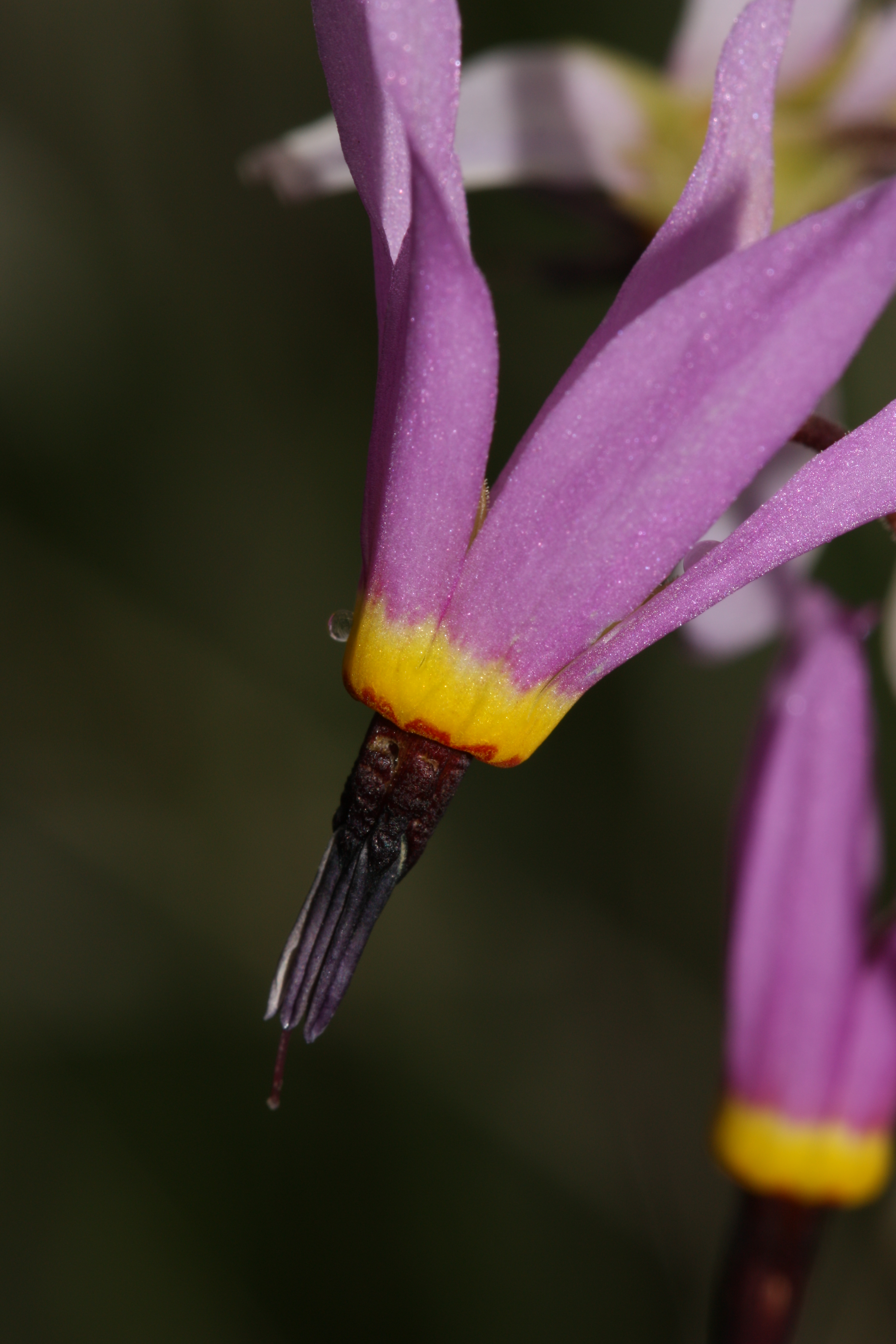
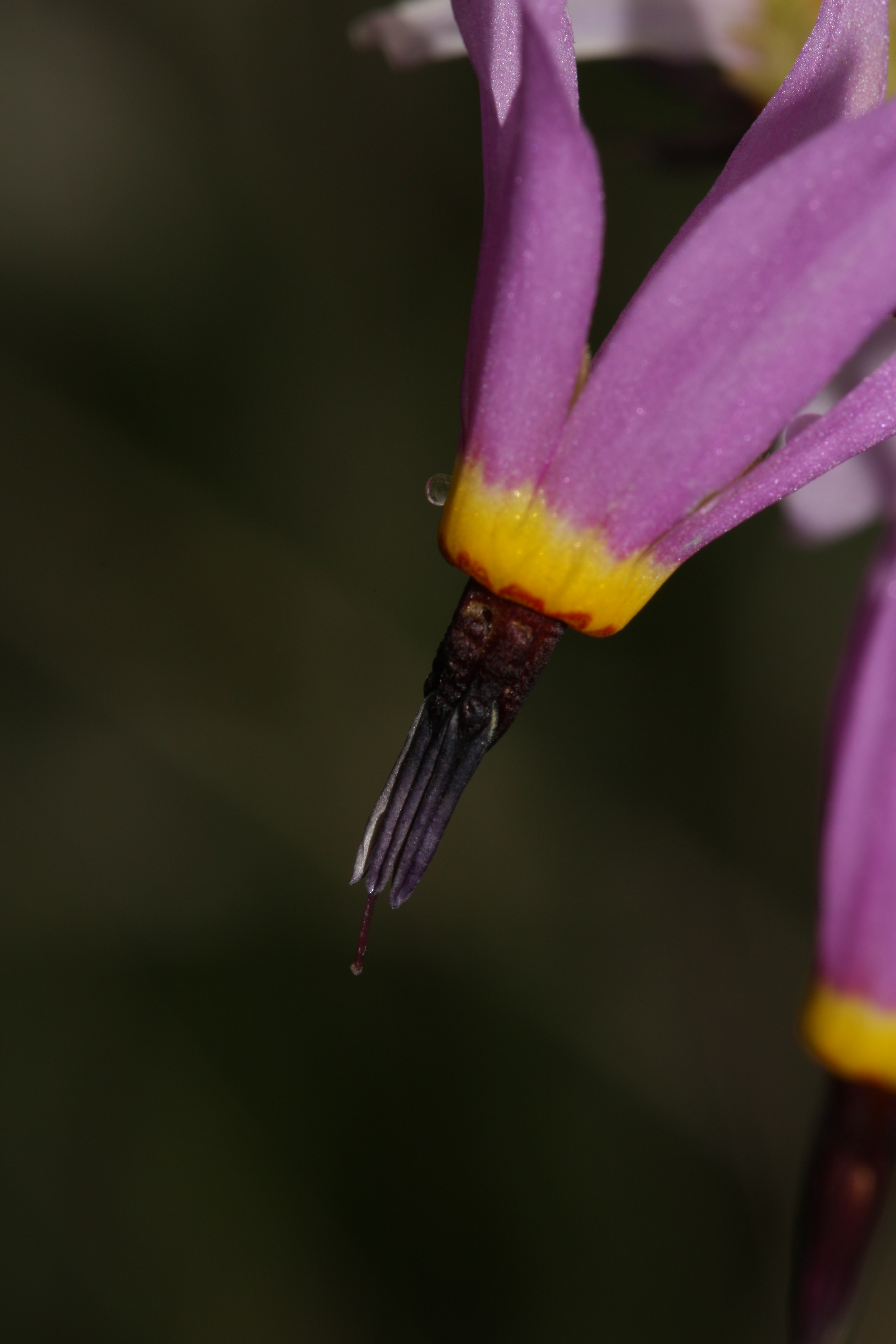